# Пушной (Мурманская область)
Пушно́й — посёлок в Кольском районе Мурманской области. Административный центр одноимённого сельского поселения.

## Население
| 2002 | 2010 |
| ---- | ---- |
| 1074 | ↘782 |

### Половой состав
Согласно результатам переписи 2010 года, в посёлке проживало 782 человека: 356 мужчин (45,5 %) и 426 женщин (54,5 %).

## Улицы
- ул. Ленинградская,
- ул. Советская,
- ул. Центральная.